# Eddy Rasimi
Eddy Rasimi est un acteur français, né le 31 août 1922 à Paris et mort le 30 juin 1979 dans la même ville.

## Biographie
Il est inhumé au cimetière des Batignolles (division 27).

## Filmographie
- 1946 : Monsieur Chasse de Willy Rozier
- 1950 : Tire au flanc de Fernand Rivers
- 1951 : Les Mains sales, de Fernand Rivers et Simone Berriau
- 1956 : Ah ! Quelle équipe de Roland Quignon
- 1957 : Comme un cheveu sur la soupe de Maurice Regamey
- 1958 : Les Gaîtés de l'escadrille de Georges Péclet
- 1958 : La Môme aux boutons de Georges Lautner
- 1960 : Le Trou de Jacques Becker

## Théâtre
- 1976 : Au théâtre ce soir : Le Moulin de la Galette de Marcel Achard